# Melandrium divaricatum
Melandrium divaricatum là loài thực vật có hoa thuộc họ Cẩm chướng. Loài này được Fenzl mô tả khoa học đầu tiên.